# 帰山雅秀
帰山 雅秀（かえりやま まさひで、1949年4月20日 - ）は、日本の水産学者・魚類学者。北海道大学名誉教授（大学院水産科学研究院海洋生物資源科学部門資源保全管理戦略分野）。北海道東海大学教授（工学部海洋環境学科）。アラスカ大学フェアバンクス校（UAF）客員教授。北海道大学　水産学博士。論文の題は「サケOncorhynchus Keta(Walbaum)の初期生活に関する生態学的研究」。 
日本におけるサケ科魚類研究（サケ学）の草分けであり、魚類学としてのサケ科魚類の研究はもとより、水産学の観点からは漁業資源としてのシロザケへの地球温暖化による影響に関する研究や、北海道におけるブラウントラウト等の外来種による生態系への影響に関する調査で功績がある。自身の調査・研究に基づく、専門誌を中心としたサケ科魚類に関する執筆も多い。サケ科魚類の生態学に造詣が深い。

## 経歴
- 1949年：北海道小樽市に生まれる。
- 1973年：北海道大学水産学部水産増殖学科を卒業し、水産庁北海道さけ・ます孵化場（現独立行政法人さけ・ます資源管理センター）職員に就任。
- 1985年：水産学博士の学位を取得（北海道大学大学院水産科学研究科）。
- 1997年：水産庁さけ・ます資源管理センター調査課生物資源研究室長。
- 1998年：北海道東海大学工学部海洋環境学科教授。
- 2000年：アラスカ大学フェアバンクス校水産海洋科学部客員教授。
- 2002年：北海道東海大学大学院理工学研究科委員長。
- 2005年：北海道大学大学院水産科学研究院教授。
- 2013年：北海道大学国際本部特任教授・北海道大学名誉教授。
- 2018年：北海道大学北極域研究センター研究センター・北海道大学名誉教授

## 受賞歴
- 1998年：日本動物学会論文賞
- 2006年：日本水産学会水産学進歩賞
- 2019年：日本水産学会賞
- 2020年：日本農学賞
- 2020年：読売農学賞
- 2021年：北海道科学技術賞
- 2021年：Fisheries Oceanography: 30th Anniversary - Influential Research from the last 30

## 主な著書
- 尼岡邦夫編著、帰山雅秀共著「避けて通れないサケのエピソード」『魚のエピソード』東海大学出版会、2001年6月20日、133-150頁。ISBN 9784486015505。
- 村上興正、鷲谷いづみ、帰山雅秀共著 著「ブラウントラウト」、日本生態学会 編『外来種ハンドブック』地人書館、2002年9月、113頁。ISBN 9784805207062。
- 帰山雅秀著、日本水産学会監修『最新のサケ学』（B6）成山堂書店〈ベルソーブックス〉、2002年10月28日。ISBN 9784425851010。
- 前川光司 編「第3章 - サケの個体群生態学」『サケ・マスの生態と進化』（A5）東海大学出版会、2004年4月27日、137-163頁。ISBN 9784829921845。
- 竹内俊郎他 編「生活史戦略」『水産ハンドブック』生物研究社、2004年5月31日、124-128頁。ISBN 9784915342448。
- 吉田史和編、帰山雅秀共著「サケから考える水産食料資源の展望」『北海道からみる地球温暖化』岩波書店、2008年5月8日、11-25頁。ISBN978-4-00-009424-5。
- 島一雄他編、帰山雅秀共著「サケ・マス類」『最新水産ハンドブック』講談社、2012年6月10日、177-179頁。ISBN978-4-06-15376-1。
- 帰山雅秀他編著『サケ学大全』北海道大学出版会、2013年6月23日。ISBN978-4-8329-8210-9。
- 帰山雅秀著『サケ学への誘い』北海道大学出版会、2018年9月25日。ISBN978-4-8329-8231-4。

## その他
- 所属学部・学科：北海道大学大学院水産科学研究院海洋生物資源科学部門資源保全管理戦略分野
- 研究室：海洋生態系保全戦略領域（帰山研究室）
- 所属学会：日本魚類学会、日本生態学会、米国水産学会、日本水産学会、水産増殖学会、水産海洋学会、水産育種学会、海洋学会
- 北海道淡水魚保護ネットワーク事務局長。フォーラムでは、例年スピーカーを務める